# Saint-Martin-le-Beau
Saint-Martin-le-Beau é uma comuna francesa na região administrativa do Centro, no departamento Indre-et-Loire. Estende-se por uma área de 18,39 km². Em 2010 a comuna tinha 3 226 habitantes (densidade: 175,4 hab./km²).